# Garrafe de Torío
Garrafe de Torío est une commune d'Espagne dans la province de León, communauté autonome de Castille-et-León. Elle s'étend sur 125,27 km2 et comptait environ 1 336 habitants en 2011.
Le maire de cette commune est María del Carmen González Guinda depuis 2015.